# Petit Danube
Le Petit Danube, en slovaque Malý Dunaj, en hongrois Kis-Duna, en allemand Kleine Donau, est une branche défluente du Danube située en Slovaquie.

## Géographie
Le Petit Danube nait juste en aval de Bratislava, la capitale slovaque, sur la rive gauche du Danube. Il suit un tracé plus ou moins parallèle au fleuve, avant de se jeter dans la Váh à Kolárovo. Il mesure 128 kilomètres de longueur.
Avec le Danube et la Váh, il forme l'île fluviale de Žitný ostrov.

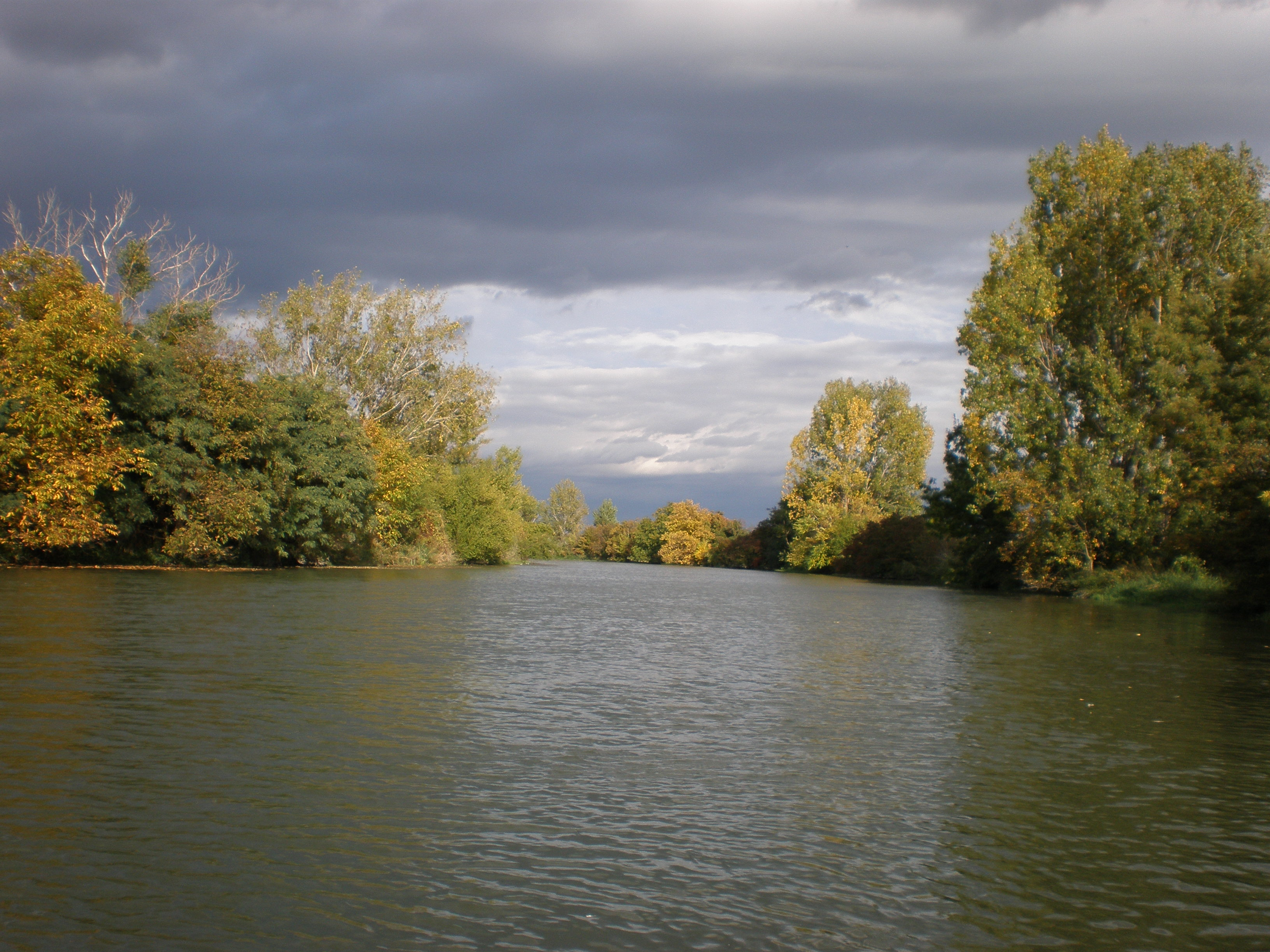
Le Petit Danube près de Zálesie.